# Viennetta

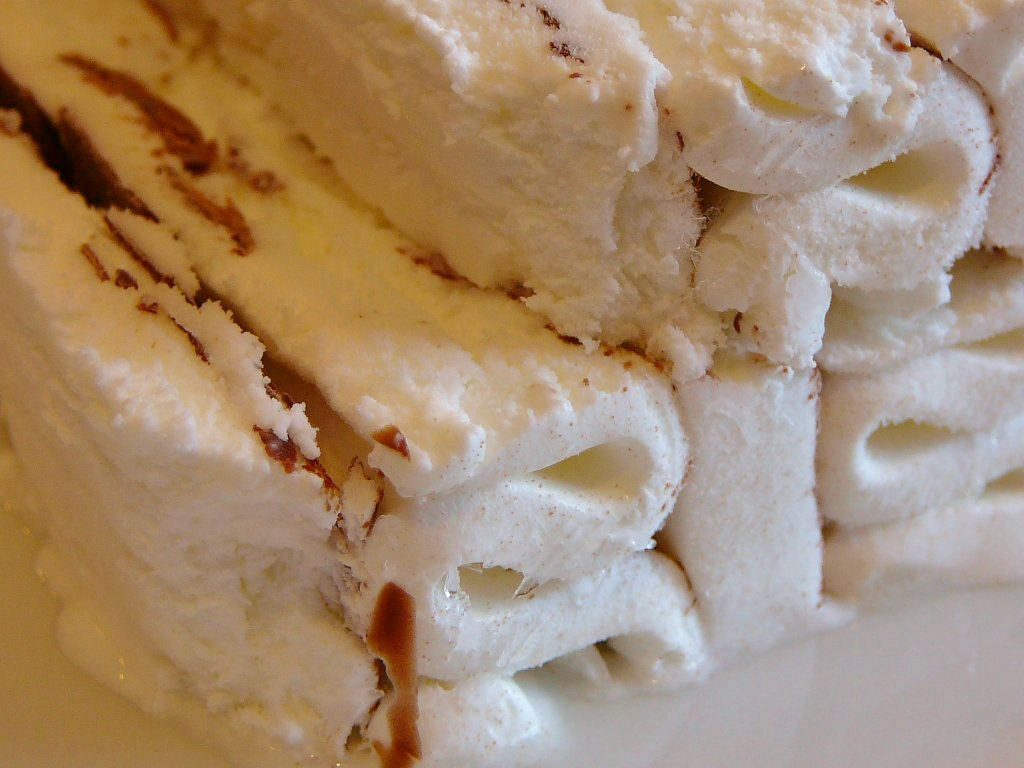
Fetta di Viennetta

La Viennetta è un dolce semifreddo a base di gelato alla panna e sottili scaglie di cioccolato fondente.

## Storia
Questo dolce è stato lanciato per la prima volta dalla società britannica Walls nel 1982 utilizzando una tecnica ideata da Kevin Hillman, responsabile dello sviluppo presso lo stabilimento dell'azienda di Gloucester.
La Viennetta è attualmente disponibile in vari gusti tra cui cioccolato, vaniglia, Crème brûlée, choco-nut, zabaione, cappuccino, tiramisù e caramello salato.